# Schwarzkappler
Als Schwarzkappler wird in Österreich, speziell in Wien, ein Fahrscheinkontrollor in öffentlichen Verkehrsmitteln bezeichnet. Der Name leitet sich von den schwarzen Dienstkappen ab, welche die Kontrolleure der Wiener Linien früher trugen.
Heute sind diese Kontrollore (bzw. Kontrolleure) nur noch in Zivil unterwegs. Die Bezeichnung wird jedoch weiterhin verwendet. Auf verschiedenen Websites und Radiosendern gibt es „Schwarzkapplerinfos“, die darauf hinweisen, auf welchen Linien zurzeit kontrolliert wird. Die Informationen stammen entweder von den Wiener Linien oder beruhen auf Meldungen von Fahrgästen.